# Львівська агломерація
Львівська агломерація — моноцентрична агломерація з центром у місті Львів з населенням понад 1 млн осіб. Найбільша в Західній Україні. Розташована в верхів'ях рік Дністер і Західний Буг. Головні чинники створення й існування агломерації: найбільший промисловий і культурний центр заходу України, перепуття транспортних шляхів з Європи в Азію та з Балтії на Балкани.
Головні транспортні вузли: Львівський головний залізничний вокзал, Львівський міжнародний аеропорт.
Складається з:
- міст: Львів, Винники, Дубляни, Пустомити, Жовква, Городок, Новояворівськ, Кам'янка-Бузька, Миколаїв.
- селищ міського типу: Брюховичі, Рудне, Куликів, Запитів, Новий Яричів, Івано-Франкове, Щирець, Великий Любінь.
- інших поселень в радіусі 30-50 км від Львова у , Львівському,  Стрийському,Шептицькому, Яворівському, районах.

Приблизна статистика (2022):
- Чисельність населення — 1, 050 млн осіб (42 % жителів Львівської області)
- Площа — 3 596 км²
- Густота населення — 292 осіб/км²

Приблизна статистика (2001):
- Чисельність населення — 1, 148 млн осіб (47,5 % жителів Львівської області)
- Густота населення — 228 осіб/км².

## Історія

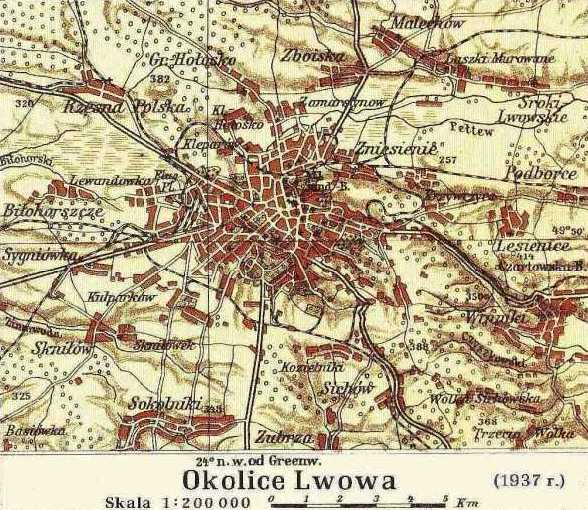
Мапа Львова та його околиць у 1937 році

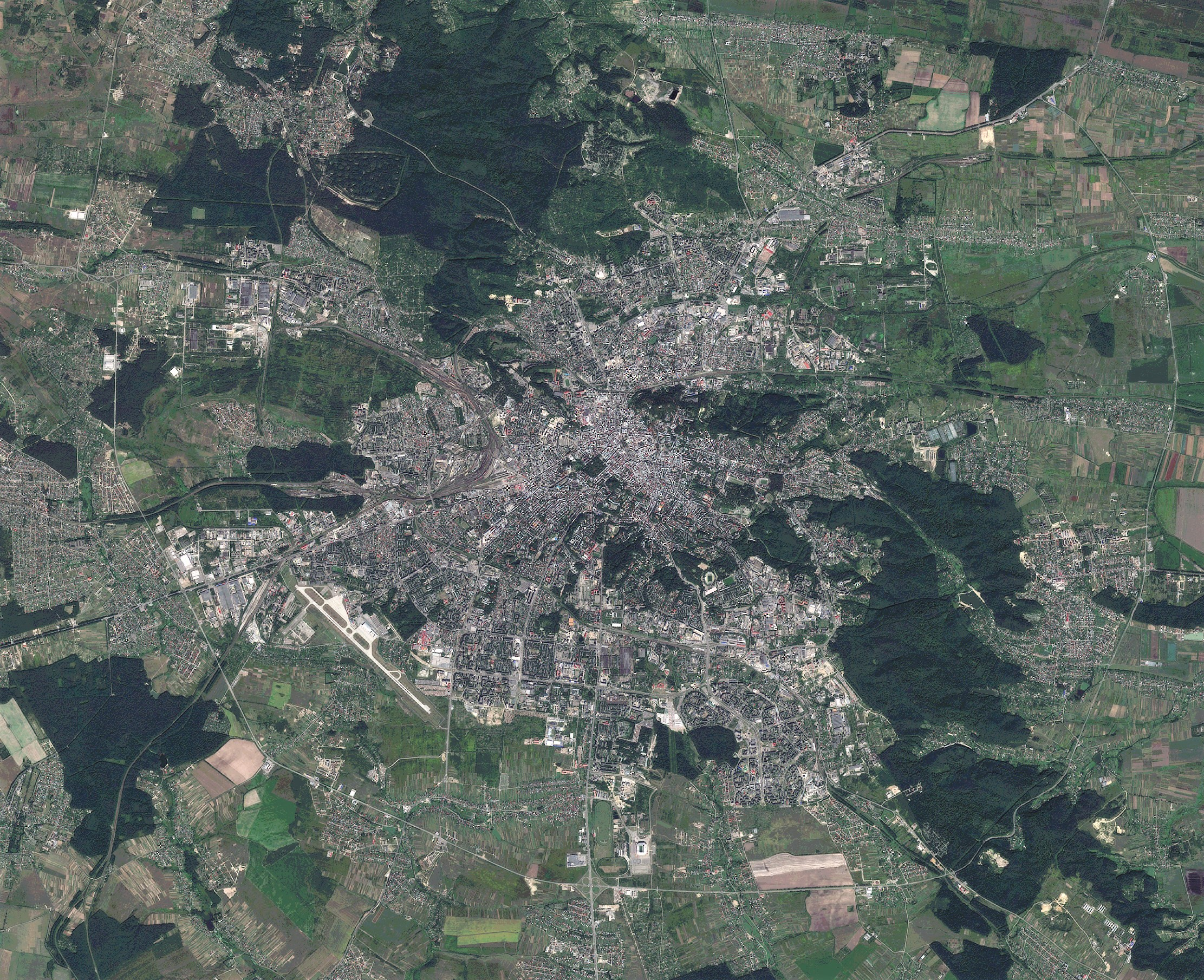
Супутниковий знімок Львова та його околиць в 2017 році

Львівська міська агломерація є однією з найбільших і найстаріших за часом формування агломерацій України. Центр агломерації, Львів, протягом декількох століть був найбільшим містом України. Остаточне формування Львівської міської агломерації відбулося в 1870-х роках, коли внаслідок досить швидкого економічного розвитку, кількість жителів Львова та навколишніх урбанізованих поселень перевищила 100 тисяч осіб.
Територіально Львів особливо швидко розвивався в радянський період, коли його територія постійно збільшувалася за рахунок навколишніх сільських поселень. У 1950-1970 роках до Львова було приєднано такі сільські поселення: Лисиничі, Котельники, Боднарівка, Богданівка, Гори, Кам'янка, Нові Збоїща, Колонія, Голосівка , Скнилівок, Підсигнівку, Сихів, Старі Збоїща, Великі Кривчиці, Малі Кривчиці, Білогорща.
Економічний розвиток Львова викликав формування навколо нього урбанізованої зони, яка охоплювала багато довколишніх сіл і кілька міських поселень. Зокрема, почався розвиток міських поселень-супутників. Деякі з них існували ще до Другої світової війни, проте, здебільшого це були невеликі сільські поселення. Зокрема, найбільшим містом-супутником Львова стали Винники, які розвивалися, перш за все, як промислове селище (зокрема там працювала Тютюнова фабрика). Розвиток Дублян було пов'язано, перш за все, з розміщенням тут Львівського сільськогосподарського інституту. Брюховичі посилили свої позиції як рекреаційний центр, тут було побудовано кілька великих санаторіїв, кількість жителів селища істотно збільшилася. На захід від обласного центру виникло селище Рудно.
Розміщені поблизу Львова міста, зокрема Городок, Жовква, Пустомити також розвивалися, але як центри адміністративних районів. За 1959-1989 роки в усіх адміністративних районах поблизу Львова кількість населення збільшилася.
Розвиток Львівської міської агломерації в 1980-х роках призвів до того, що кількість її населення, якщо враховувати населення навколишньої урбанізованої зони, перевищила 1 млн осіб. Кількість жителів Львова напередодні розпаду СРСР наближалася до 800 тисяч осіб. Демографічна криза 1990-х років привела до істотного скорочення кількості жителів міста, але активізація демографічного та територіального розвитку Львова відновилася на початку ХХІ століття.

### Стратегія розвитку (2022)
18 жовтня 2022 року начальник Львівської обласної військової адміністрації Максим Козицький видав розпорядження «Про розроблення проєктів Стратегії розвитку Львівської агломерації на період до 2027 року та Плану заходів з її реалізації на 2024–2025 роки». За словами Козицького це відбулося після досягнення згоди між Львівською міською радою та 16 сусідніми громадами щодо початку формування такої стратегії.
18 листопада 2022 року відбулося установче засідання керівного комітету з формування Стратегії розвитку Львівської агломерації, під час якого з головами територіальних громад були узгоджені формат та алгоритм роботи з напрацювання Стратегії. Комплексну підтримку з розробки Стратегії також планують надавати Програма Ради Європи «Децентралізація і реформа публічної адміністрації в Україні» та польський Фонд розвитку місцевої демократії ім. Єжи Регульского.

## Найбільші поселення
| Населений пункт | Населення | Площа, км² | Густота населення, осіб/км² |
| --------------- | --------- | ---------- | --------------------------- |
| Львів           | 729 429   | 182,01     | 4007                        |
| Новояворівськ   | 30 271    | 2,03       | 14 911                      |
| Винники         | 16 739    | 6,67       | 2 509                       |
| Городок         | 15 825    | 30         | 527                         |
| Миколаїв        | 14 824    | 5          | 2 964                       |
| Жовква          | 13 629    | 7,6        | 1 793                       |
| Кам'янка-Бузька | 10 921    | 8,63       | 1 265                       |
| Дубляни         | 10 795    | 4,95       | 2 180                       |
| с. Зимна Вода   | 10 207    | 4,56       | 2 238                       |

## Маятникова міграція
За дослідженням маятникової міграції населення (регулярні щоденні, або щотижневі поїздки на роботу або навчання за межі місця проживання), проведеного у 2018 році Львівською міською радою та компанією Vodafone, щодня до Львова приїжджає в середньому 152 тис. мешканців інших населених пунктів. Цей показник варіюється від 180 тис. у будні до 79 тис. у вихідні дні. Приблизно половину від усіх, хто приїздить до міста щодня, становлять мешканці населених пунктів з 15-кілометрової зони навколо Львова.